# Stygothelphusa
Stygothelphusa is een geslacht van kreeftachtigen uit de klasse van de Malacostraca (hogere kreeftachtigen).

## Soorten
- Stygothelphusa antu Ng & Grinang, 2014
- Stygothelphusa bidiensis (Lanchester, 1900)
- Stygothelphusa cranbrooki Ng, 2013
- Stygothelphusa nobilii (Colosi, 1920)